# 冯秉铨
冯秉铨（1910年11月21日—1980年3月6日），男，直隶（今河北）安新人，中华人民共和国物理学家。

## 生平
1930年，毕业于清华大学物理系毕业。1932年到燕京大学进修，获物理学硕士学位。
毕业后去岭南大学物理系任讲师，1935年以25岁成为该校最年轻副教授。曾任该系代主任。
1940年获得中华文化基金会奖学金赴美国留学，1943年获哈佛大学科学博士学位，主要从事电子线路与振荡理论的研究。在哈佛任讲师、研究员。
1946年回国，任岭南大学电机系、物理系教授。1947年任岭大工学院院务主任、兼电机系主任。1948年任岭大教务长。
1950年，发表《强力震荡期的相角补偿》，是该方面理论的权威文献。
1951年兼任物理系主任。
1952年因院系调整转入华南工学院，任一级教授、首任教务长。
1954年，发表《测定强力管静态特性的一个新方法》，提出了图示仪方法，后被广泛应用。
1955年，与人合作翻译出版《声学基础》、《振动与波》。1957年，出版23万字专著《电声学基础》。
1957年，整风反右遭到批判。
1958年，冯秉铨主持研制了模拟电子计算机和俄汉电子翻译机，后者于1960年国庆节试制成功。
1958年，冯秉铨主持重建华南工学院无线电工程系。原华工无线电系因院系调整迁入成都组建成都电子通讯工程学院，电子系仅残存一个电工学教研组。冯秉铨先生在科研之余亲自授课，培养青年教师。他以一人之力讲授了电工基础、无线电基础、脉冲技术、电磁场理论、天线、无线电发送设备、电子计算机初步、震荡理论、声学基础等12门专业或基础课程，每周上课多达27节。
1960年撰写了《高频传输线及其应用》一书作讲义并出版付印。冯秉铨还录制了《科技英语常用词汇》磁带培训青年教师。
1964年，合著出版《无线电发送设备》上册，次年出版下册。1965年，翻译出版《声纳原理》。文革前夕，即将出版《震荡理论及其应用》。
文革中被打击。原计划出版的100万字震荡理论专著《震荡理论》原稿散失。
1970年代，研究射频削波语言加工器、脉宽调制式调幅广播发射机，获得1978年全国科学大会三项奖。研制了10KW的上述发射机和语言加工器。
1973年，任华南工学院副院长。
1980年3月6日，冯秉铨逝世。

## 著作

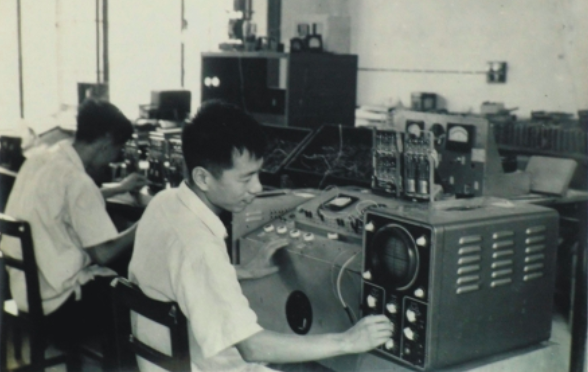
冯秉铨教授牵头研制成功的中国第一台俄汉翻译电子计算机

著有《电声学基础》、《今日电子学》、《强力振荡器的相角补偿》等。